# Iria Gómez Concheiro
Iria Gómez Concheiro (Città del Messico, 1979) è una regista messicana.
Studia al Centro de Capacitación Cinematográfica di Città del Messico e si specializza nel 2005 in fotografia cinematografica presso il Centro Sperimentale di Cinematografia di Roma, corso coordinato da Vittorio Storaro. 
Nel 2006 con il cortometraggio Dime lo que sientes vince diversi premi, incluso l'Ariel per il miglior cortometraggio della Academia Mexicana de Ciencias y Artes Cinematográficas. Asalto al cine è il suo primo lungometraggio ed è presentato al Sundance Film Festival.

## Filmografia
- Memoria del olvido (2002)  - corto
- Los evangelistas (2003) - corto
- Taglionetto (2004) - corto
- Primavera joven (2005) - corto
- Dime lo que sientes (2006) - corto
- La changa (2007) - corto
- En punto  (2008) - corto
- Asalto al cine (2011)